# La Capcera
La Capcera, és una muntanya de 1.695,8 m d'altitud situada al límit dels termes municipals de Conca de Dalt (antic terme de Toralla i Serradell), Senterada i el Pont de Suert, dins de l'antic terme de Viu de Llevata i, per tant, fa de límit entre el Pallars Jussà i l'Alta Ribagorça.
Es troba a l'extrem nord-est de la serra de Camporan. De la Capcera arrenca cap a llevant la Serra de Sant Roc.